# IV. Ramszesz
IV. Ramszesz (uralkodói nevén Hekamaatré; i. e. 1200 k. – i. e. 1150. júliusa/augusztusa) az ókori egyiptomi XX. dinasztia harmadik fáraója 1156-tól haláláig. Uralkodása alatt folytatódott Ámon főpapja hatalmának növekedése és az egyiptomi birodalom fényének hanyatlása.

## Családi háttere
A dinasztiaalapító Széthnaht unokája volt, a dinasztia legnagyobb fáraójának, III. Ramszesznek a fia egyik főfeleségétől, Titi királynétól. Korábban a másik főfeleség, Iszet Ta-Hemdzsert fiának tartották. Apjának ötödik fia volt; miután négy bátyja meghalt, Ramszesz lett a trónörökös, a 22. uralkodási év körül.
Felesége nevét sehol nem említik, de feltételezhetően Duatentopet volt az, aki valószínűleg a testvére is volt. Egy gyermekük ismert, a későbbi V. Ramszesz.

## Uralkodása
Már trónörökössé történt kinevezése után aktív szerepet vállalt, a 27. évben például ő nevezte ki Mut főpapjává Amenemopetet, mint azt Amenemopet sírjában (TT148) ábrázolják.
Már az ő uralkodása alatt fejeződött be a bírósági eljárás az ún. Hárem-összeesküvés ügyében, melynek résztvevői Tije királyné fiát, Pentawert akarták a trónra juttatni. Nem tudni, III. Ramszesz a merényletnek esett-e áldozatul. Az eseményekről a fáraó uralkodása alatt készült egyik legfontosabb dokumentum, a nagy Harris-papirusz számol be.
IV. Ramszesz uralkodása alatt erősödek a birodalom hanyatlását mutató tényezők. A Dejr el-Medina-i munkások ellátmánya rendszeresen késett, Ámon papságának hatalma pedig egyre nőtt. Ámon főpapja, Ramszesznakht elkísérte a munkások ellátmányát kiosztó tisztviselőket, ami azt mutatja, ebben az időben már legalább részben nem az állam, hanem az Ámon-templom fizette a munkásokat. Ramszesznakht családja egyre hatalmasabbá vált, több családtagja is fontos pozíciót töltött be; fia, Uszermaatrénakht például Ámon birtokainak felügyelőjeként gyakorlatilag nemcsak a templom, hanem az állam földbirtokainak nagy részét is igazgatta. Ramszesznakhtot két fia követte a főpapi tisztségben, és az örökletessé váló tisztség egyre inkább függetlenné vált a fáraótól.

### Hadjáratai
IV. Ramszesz uralkodásából nem sok katonai eseményről van feljegyzés. Harmadik uralkodási évében sor került egy tengeri csatára, feltehetőleg a tengeri népek ellen, akik már apja uralkodása alatt is zaklatták Egyiptomot. Ezen kívül nem nagyon van bizonyíték Ramszesznek az országhatárokon kívüli tevékenységére, bár a núbiai alkirály, Hori neve ismert; apja a XIX. dinasztia idején Sziptah alatt szolgált.

### Építkezései
Ramszesz nagy építkezésekbe kezdett trónra lépésekor. Ehhez megkettőzte a Dejr el-Medina-i munkások számát (120 főre). A Vádi Hammamátban talált feliratokból úgy tűnik, a fáraó nagy expedíciókat küldött ide, hogy szobraihoz követ szerezzen. Az egyik expedíció 8368 résztvevője közt kb. 2000 katona is volt; őket minden valószínűség szerint nem is annyira a munkások védelmezésére, mint inkább kordában tartására küldték. Hasonló expedíciók indultak a Szerabit el-Khadim-i türkizbányákhoz és a timnai rézbányákba is, valamint Núbiába, a buheni erődhöz.
Dejr el-Bahariban, Hatsepszut halotti templomától északra Ramszesz völgytemplomot építtetett, mely mára teljesen elpusztult, csak alapítási lerakatait, pár kőtömböt és kisebb tárgyakat találtak a régészek. Szintén elpusztult kis temploma, melyet Medinet Habuban emelt, nem messze III. Amenhotep templomától. Karnakban folytatta apja tevékenységét, és kibővítette Honszu templomát Ámon-Ré szentélykörzetében.

## Sírja és múmiája
Ramszesz körülbelül hat és fél évnyi uralkodás után halt meg, és a Királyok völgye 2. sírba temették. Múmiáját 1898-ban találták meg II. Amenhotep sírjában (KV35). A trónon fia, V. Ramszesz követte.

## Titulatúra
A fáraók titulatúrájának magyarázatát és történetét lásd az Ötelemű titulatúra szócikkben.
| G5 |

| G5 |

| E2 · D40 | S34 | m | H6 | nb · O23 | Z3 | W19 | i | t · f · Z1 · f | p · t | V28 | A52 |

| E2 · D40 | S34 | m | H6 | nb · O23 | Z3 | W19 | i | t · f · Z1 · f | p · t | V28 | A52 |

| E2 · D40 | S34 | m | H6 | nb · O23 | Z3 | W19 | i | t · f · Z1 · f | p · t | V28 | A52 |

| E2 · D40 | S34 | m | H6 | nb · O23 | Z3 | W19 | i | t · f · Z1 · f | p · t | V28 | A52 |

| G5 |

| G5 |

| E2 · D40 | S34 | m | H6 | nb · O23 | Z3 | W19 | i | t · f · Z1 · f | p · t | V28 | A52 |

| E2 · D40 | S34 | m | H6 | nb · O23 | Z3 | W19 | i | t · f · Z1 · f | p · t | V28 | A52 |

| E2 · D40 | S34 | m | H6 | nb · O23 | Z3 | W19 | i | t · f · Z1 · f | p · t | V28 | A52 |

| E2 · D40 | S34 | m | H6 | nb · O23 | Z3 | W19 | i | t · f · Z1 · f | p · t | V28 | A52 |

| G16 |

| G16 |

| Aa11 · D36 | k | I6 · Aa15 | t · O49 | G45 | Z7 · D43 | T10 · t | Z3 | Z3 | Z3 |

| Aa11 · D36 | k | I6 · Aa15 | t · O49 | G45 | Z7 · D43 | T10 · t | Z3 | Z3 | Z3 |

| G16 |

| G16 |

| Aa11 · D36 | k | I6 · Aa15 | t · O49 | G45 | Z7 · D43 | T10 · t | Z3 | Z3 | Z3 |

| Aa11 · D36 | k | I6 · Aa15 | t · O49 | G45 | Z7 · D43 | T10 · t | Z3 | Z3 | Z3 |

| G8 |

| G8 |

| wsr | s | M4 | M4 | M4 | G36 · r | n · M3 | Aa1 · t · D43 | Z3 |

| wsr | s | M4 | M4 | M4 | G36 · r | n · M3 | Aa1 · t · D43 | Z3 |

| G8 |

| G8 |

| wsr | s | M4 | M4 | M4 | G36 · r | n · M3 | Aa1 · t · D43 | Z3 |

| wsr | s | M4 | M4 | M4 | G36 · r | n · M3 | Aa1 · t · D43 | Z3 |

| M23 | L2 |

| M23 | L2 |

| N5 | S38 | C10 | C12 | U21 · n |

| N5 | S38 | C10 | C12 | U21 · n |

| N5 | S38 | C10 | C12 | U21 · n |

| N5 | S38 | C10 | C12 | U21 · n |

| N5 | S38 | C10 | C12 | U21 · n |

| N5 | S38 | C10 | C12 | U21 · n |

| N5 | S38 | C10 | C12 | U21 · n |

| N5 | S38 | C10 | C12 | U21 · n |

| M23 | L2 |

| M23 | L2 |

| N5 | S38 | C10 | C12 | U21 · n |

| N5 | S38 | C10 | C12 | U21 · n |

| N5 | S38 | C10 | C12 | U21 · n |

| N5 | S38 | C10 | C12 | U21 · n |

| N5 | S38 | C10 | C12 | U21 · n |

| N5 | S38 | C10 | C12 | U21 · n |

| N5 | S38 | C10 | C12 | U21 · n |

| N5 | S38 | C10 | C12 | U21 · n |

| G39 | N5 | \| \| |
|     |    |       |

|  |

| G39 | N5 | \| \| |
|     |    |       |

|  |

| N5 | C2 | C12 | N36 | S38 | F31 · z | H6 |

| N5 | C2 | C12 | N36 | S38 | F31 · z | H6 |

| N5 | C2 | C12 | N36 | S38 | F31 · z | H6 |

| N5 | C2 | C12 | N36 | S38 | F31 · z | H6 |

| N5 | C2 | C12 | N36 | S38 | F31 · z | H6 |

| N5 | C2 | C12 | N36 | S38 | F31 · z | H6 |

| N5 | C2 | C12 | N36 | S38 | F31 · z | H6 |

| N5 | C2 | C12 | N36 | S38 | F31 · z | H6 |

| G39 | N5 | \| \| |
|     |    |       |

|  |

| G39 | N5 | \| \| |
|     |    |       |

|  |

| N5 | C2 | C12 | N36 | S38 | F31 · z | H6 |

| N5 | C2 | C12 | N36 | S38 | F31 · z | H6 |

| N5 | C2 | C12 | N36 | S38 | F31 · z | H6 |

| N5 | C2 | C12 | N36 | S38 | F31 · z | H6 |

| N5 | C2 | C12 | N36 | S38 | F31 · z | H6 |

| N5 | C2 | C12 | N36 | S38 | F31 · z | H6 |

| N5 | C2 | C12 | N36 | S38 | F31 · z | H6 |

| N5 | C2 | C12 | N36 | S38 | F31 · z | H6 |

## Külső hivatkozások
| Előző uralkodó: III. Ramszesz | Egyiptom uralkodója i. e. 12. század XX. dinasztia | Következő uralkodó: V. Ramszesz |